# Haus Hövener

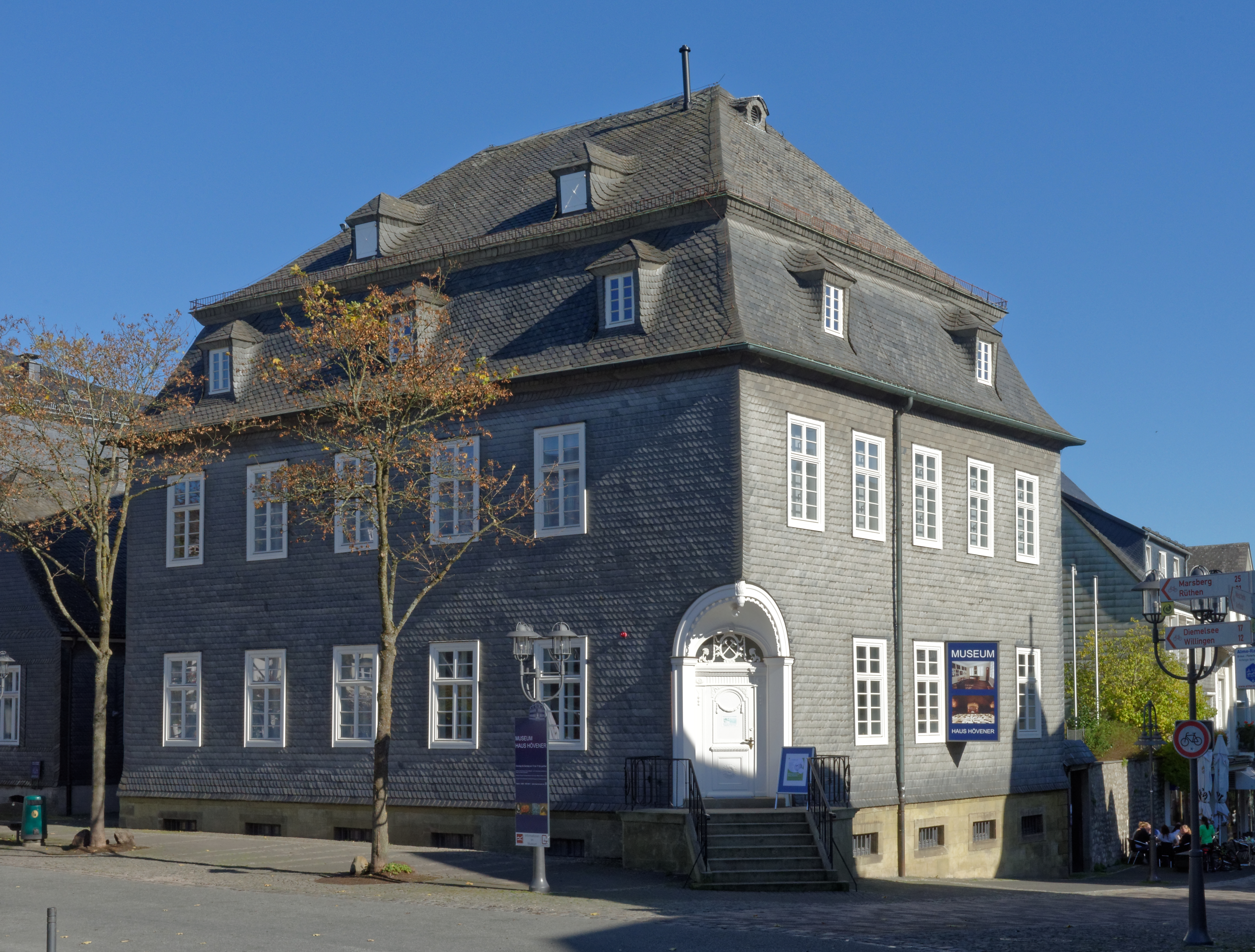
Haus Hövener mit dem wiederentdeckten Treppengeländer

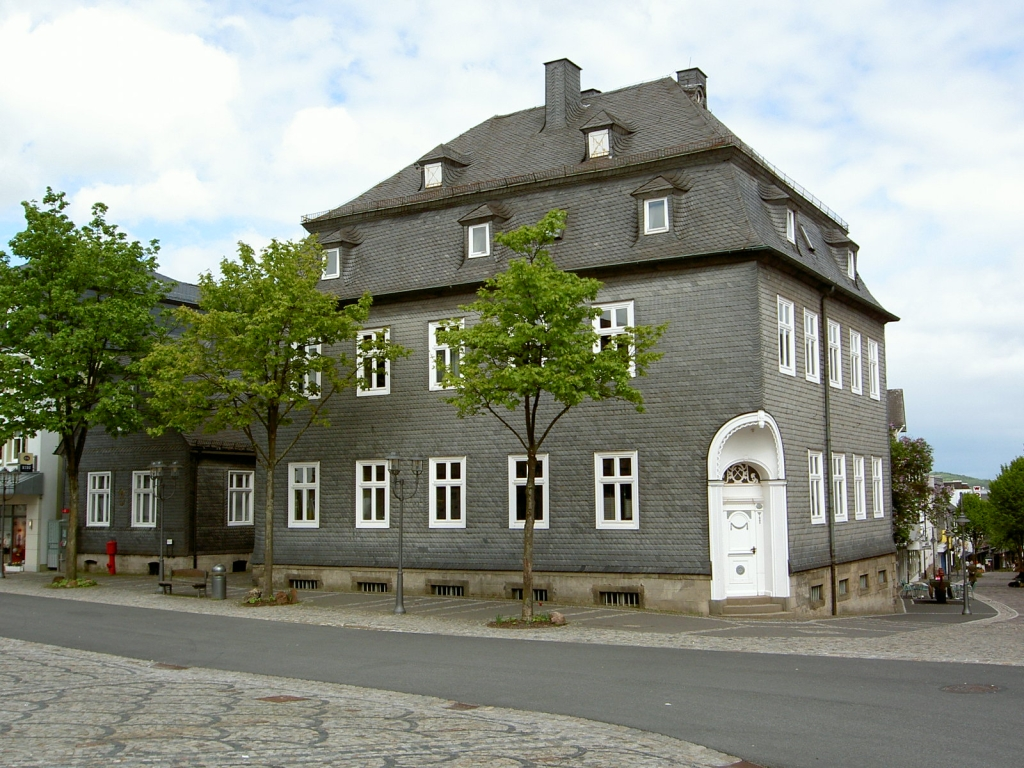
Zustand im Jahr 2006 ohne Treppengeländer

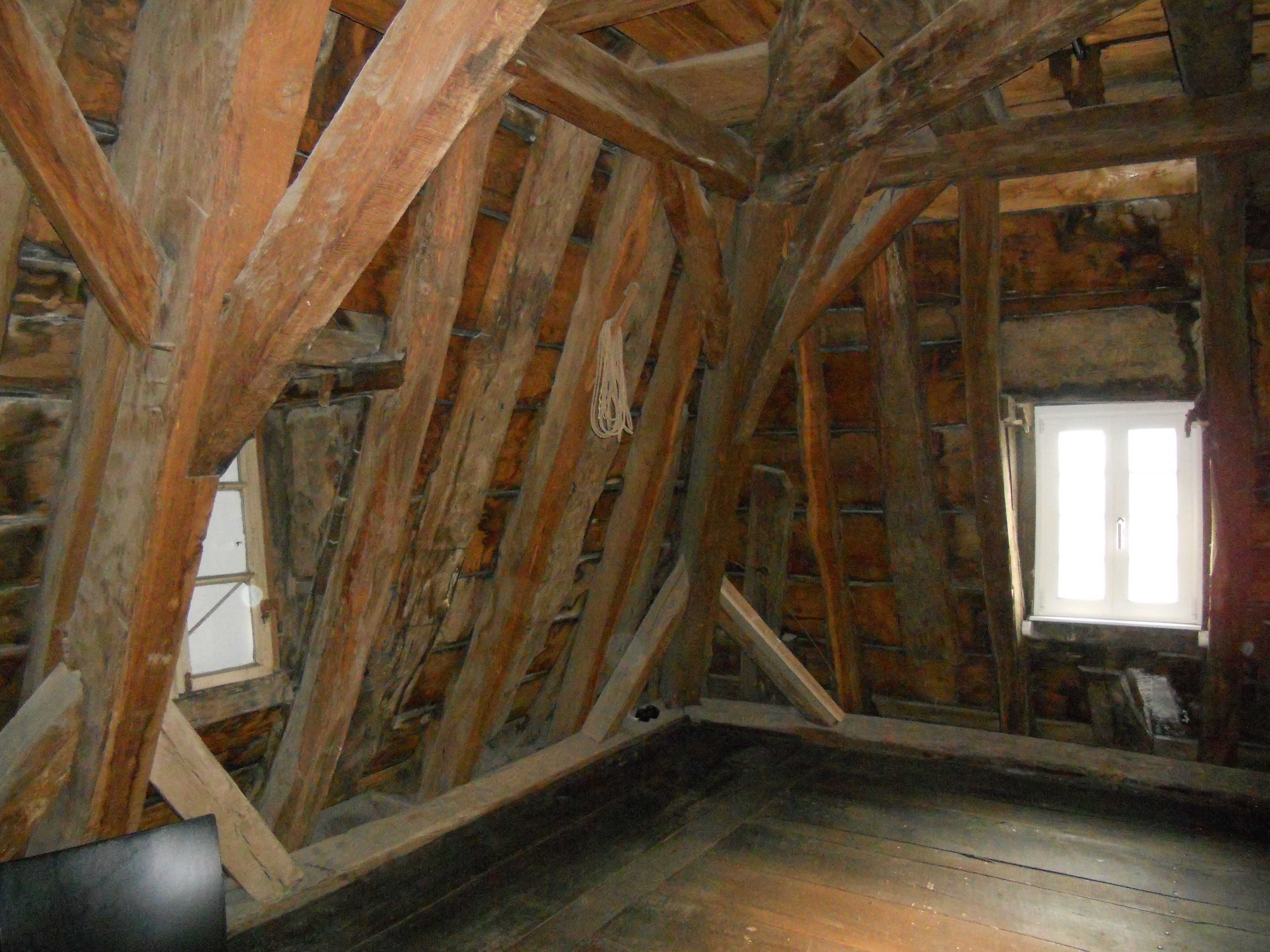
Dachboden unter dem mächtigen Mansarddach

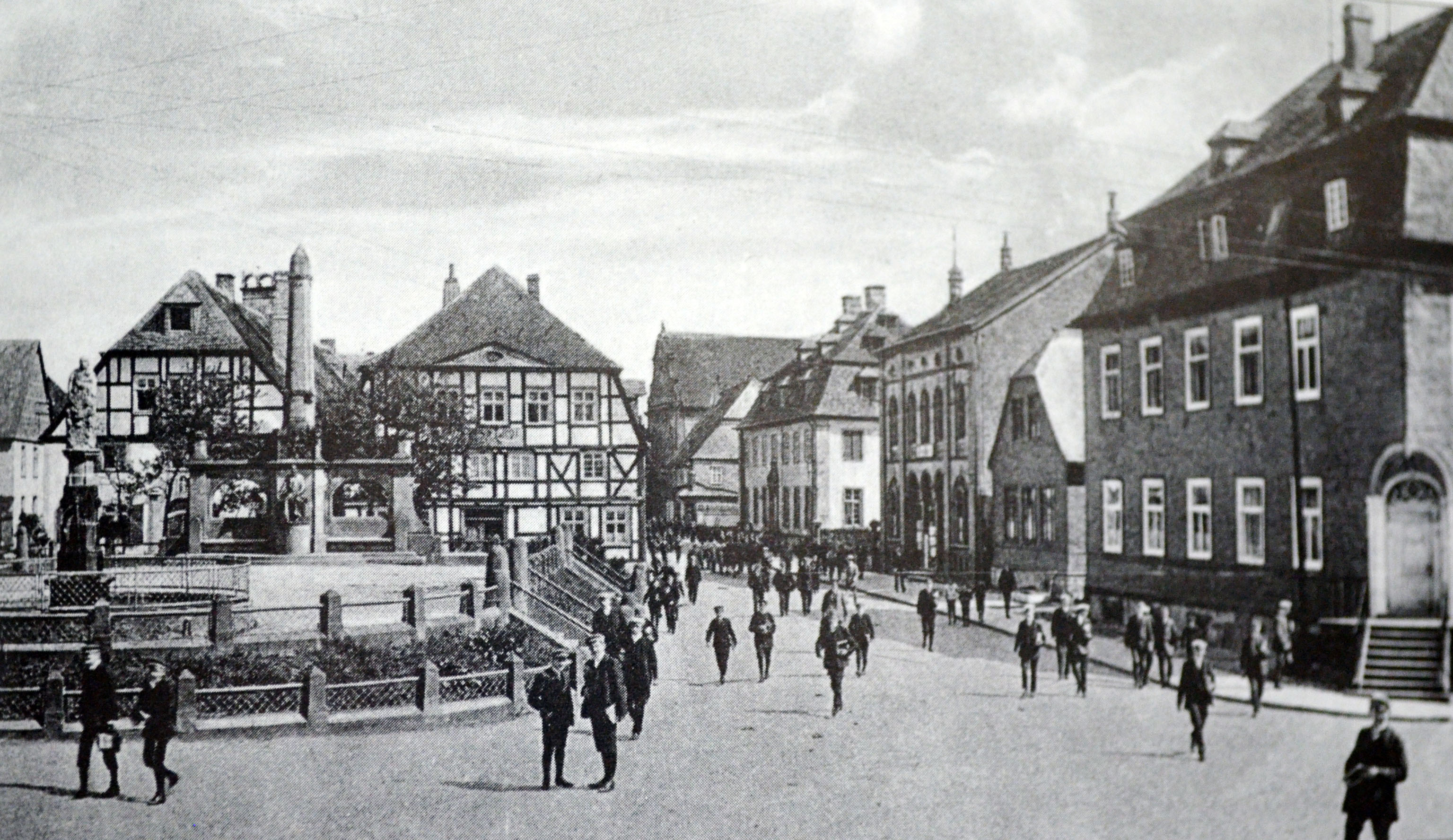
Historische Ansicht von 1898, das Haus ist am rechten Bildrand zu sehen

Das Haus Hövener ist ein denkmalgeschütztes Haus am Markt 14 in Brilon, in dem sich heute das Stadtmuseum Museum Haus Hövener befindet. Das Haus steht in zentraler Lage gegenüber dem historischen Rathaus und dem Petrusbrunnen.

## Geschichte und Architektur

### Geschichte
Im Spätmittelalter befand sich an der Stelle des heutigen Hauses ein Hospiz zum heiligen Geist. Es wurde 1742 durch einen Stadtbrand zerstört. Das Grundstück blieb zunächst 60 Jahre unbebaut. An dieser Stelle kreuzten sich die beiden wichtigsten Hauptverkehrsstraßen in Brilon.
Da das Armenwesen der Stadt neu geordnet wurde, stand das Grundstück zum Verkauf. Der Kaufmann Caspar Krüper kaufte das brachliegende Grundstück 1802 und errichtete von 1803 bis 1804 die zweigeschossige Villa in der exponierten Lage direkt am Markt in unmittelbarer Nachbarschaft zum Rathaus. Das Haus wurde um eine Remise und eine Gartenanlage ergänzt. Der Kaufmann Krüger betrieb im Erdgeschoss ein Ladengeschäft. Durch eine Luke in der Nähe des Einganges konnte die eingelagerte Ware in den Laden gebracht werden. Zwei Bereiche gliederten die Geschäftsräume; Im sogenannten Warenraum, der mit einer Stuckdecke ausgestattet war und wo sich die zuvor beschriebene Luke befand, wurden die Waren zum Verkauf angeboten und im Kundenraum war die Decke mit einem ovalen Gemälde mit der Darstellung eines Kranzes aus Eichenlaub geschmückt. In alten Unterlagen ist die Bezeichnung alter Laden überliefert. Bis zur Verlegung nach Eslohe im Jahr 1811 war wohl seit etwa 1803 das Bergamt in einigen Räumen untergebracht. Wirtschaftliche Gründe zwangen den Caspar Krüper 1815 zum Verkauf an die Familie Unkraut, die unmittelbaren Vorfahren der Wilhelmine Hövener. Zu dieser Zeit galt das Haus als das repräsentativste und modernste Wohngebäude im Stadtgebiet. Im Jahre 1815 wurde das Haus von der Gewerkengattin Charlotte Catharina Unkraut, einer Matriarchin, erworben. Sie war die Witwe von Johann Heinrich Unkraut. Die Olsberger Hütte verdankte ihrer weitsichtigen Führung den Fortbestand, nach über 500 Jahren ist diese heute das älteste produzierende Familienunternehmen im Sauerland und im Ruhrgebiet. Diese Familie war im Eisenbergbau und Hüttenwesen unternehmerisch tätig. Charlotte Catharina Unkraut ließ aufwändige Sanierungs- und Verschönerungsarbeiten vornehmen. Sie hatte die finanziellen Möglichkeiten und dementsprechend hohe Ansprüche. Zum Beispiel ist ein Beleg von 1816 erhalten, nach dem in Kassel bei einem der bedeutendsten Papiertapetenhersteller des 19. Jahrhunderts, Johann Christian Arnold, gekauft wurden. Charlotte Catharina Unkraut verstarb 1839, das Haus ging an ihren Sohn Richard Unkraut über, der es 1868 an seinen Sohn Anton Unkraut übergab. Die Tochter Antonie Hövener, geb. Unkraut, erbte das Anwesen 1909. Jede Generation nahm mehr oder weniger umfangreiche Umbauten vor. Die Familie Hövener tauschte 1910 die Arbeits- und Gästeetage mit der Wohnetage. Auch die Küche und das Bad wurden eingerichtet. Um die Wohnräume im Obergeschoss angemessen zu erschließen, wurde von dem Schreinermeister Schmidt aus Stadtberge eine Treppenanlage eingebaut, die bis heute erhalten ist. Reste der ursprünglichen, klassizistischen Anlage sind im zweiten Halbstock zu sehen. Die Remise neben dem Haus wurde zu Wohn- und Arbeitsräumen umgestaltet und mit einem Verbindungsgang angeschlossen. Durch Befunduntersuchungen des Kunsthistorikers Christoph Hellbrügge im Jahr 2002 und erhaltene Umbaupläne und Nachlassverzeichnisse sind die unterschiedlichen Nutzungen und auch die Umbauphasen gut dokumentiert. Zwei Räume im ersten Halbstock wurden in der Zeit der Charlotte Catharina Unkraut als Fremdenzimmer mit Schlafstübchen genutzt; der Bischof Richard Dammers, ein Verwandter der Familie, übernachtete hier häufig. Ab 1910 nutzten Antonie Hövener und ihre Tochter Wilhelmine diese beiden Zimmer als Schlafräume. Im 1. Halbstock hatte Wilhelmine Hövener ein Empfangszimmer für Gäste, die halbe Treppe eingerichtet. Hier empfing die ehemalige Studiendirektorin ihre Besucher, den Zutritt zu ihrem Wohnbereich hat sie so gut wie nie gestattet.

### Architektur
Das Stadtpalais ist ein verschieferter Fachwerkbau, der auf einem massiven Sockel mit Kellergewölben steht. Der Haupteingang des Gebäudes befindet sich auf der Ecke des Hauses und hat eine klassizistische Haustür mit rundbogigem Oberlicht, in welchem sich ein Wappen mit den Bergwerkszeichen Wappen und Schlegel befindet. Das Portal ist mit Pilastern und Festons verziert. Früher war der Bau durch eine Freitreppe erschlossen, die 1975 abgebrochen wurde. In der Fassade befinden sich in regelmäßigen Abständen Hochrechteckfenster. Den Abschluss des Gebäudes bildet ein zweigeschossiges Mansarddach mit Dachgauben. Nach den Informationen aus einer überlieferten Versicherungspolice aus dem Jahr 1841 war das Gebäude in den ersten Jahrzehnten seines Bestehens noch nicht verschiefert. Es wurde von einem am Markt gelegenen, aus Stein mit Lehmfachwerk erbauten, mit Schieferdach und massivem Schornstein versehenem Wohnhause berichtet. Die älteste überlieferte Ansicht des Hauses ist eine Zeichnung von A. Florin, auf dieser Ansicht wurde das Haus mit kompletter Verschieferung dargestellt.

### Stiftung
Die letzte Angehörige dieser Familie war die Studiendirektorin und Stifterin der Stiftung Briloner Eisenberg und Gewerke – Stadtmuseum Brilon Wilhelmine Hövener, die im Haus bis zu ihrem Tode im Alter von 93 Jahren lebte. Das westfälische Freilichtmuseum in Detmold startete 1994 in der Westfalenpost einen Aufruf, um Objekte für die Einrichtung eines Sauerländischen Dorfes zu finden. Hövener meldete sich: sie habe eventuell etwas brauchbares abzugeben. Es möge doch einmal jemand vorbeikommen. Im Haus fand ein für den westfälischen Raum ein in sich geschlossener Bestand, der von der großbürgerlichen Familie bis zum Tod der Hövener ohne große Verluste erhalten war. Dazu gehörten Glas, Porzellan, Hausrat, ein Archiv zur Wirtschaft und zur Familie und eine Ahnengalerie. Aus dem Wirtschaftsarchiv konnten bis dahin unbekannte Erkenntnisse zur Hütten- und Bergbaugeschichte der Region gewonnen werden.
Mit einer Schenkung, zu der auch das Gebäude gehörte, an das LWL-Freilichtmuseum Detmold (1994) und mit der Einrichtung der Stiftung „Briloner Eisenberg und Gewerke – Stadtmuseum Brilon“ (1996) machte Wilhelmine Hövener ihr Haus und das wertvolle Inventar der Öffentlichkeit zugänglich. Anschließend wurde in dem Haus das Museum Haus Hövener eingerichtet, das 2011 eröffnet wurde.

## Ansichten

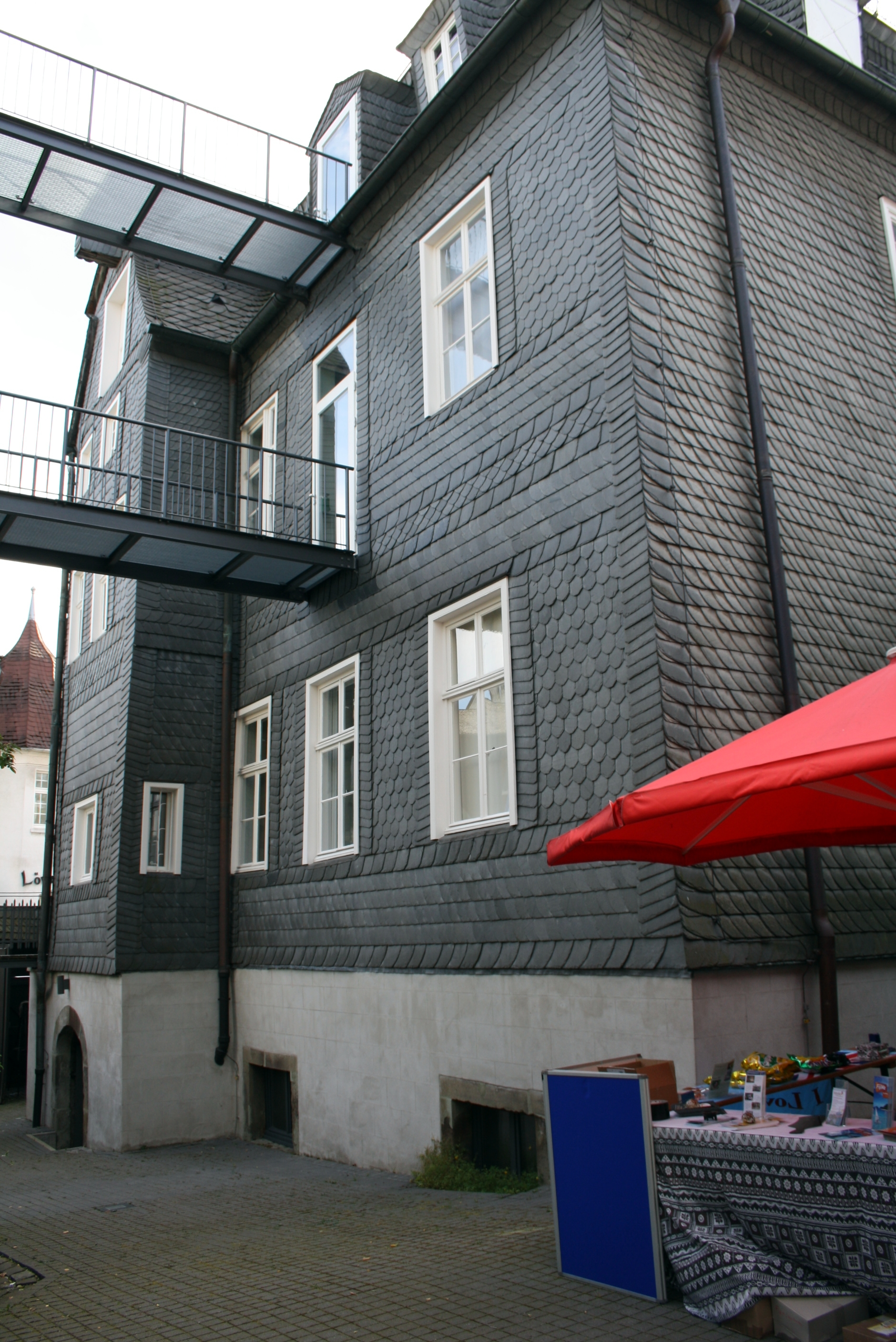
Rückansicht
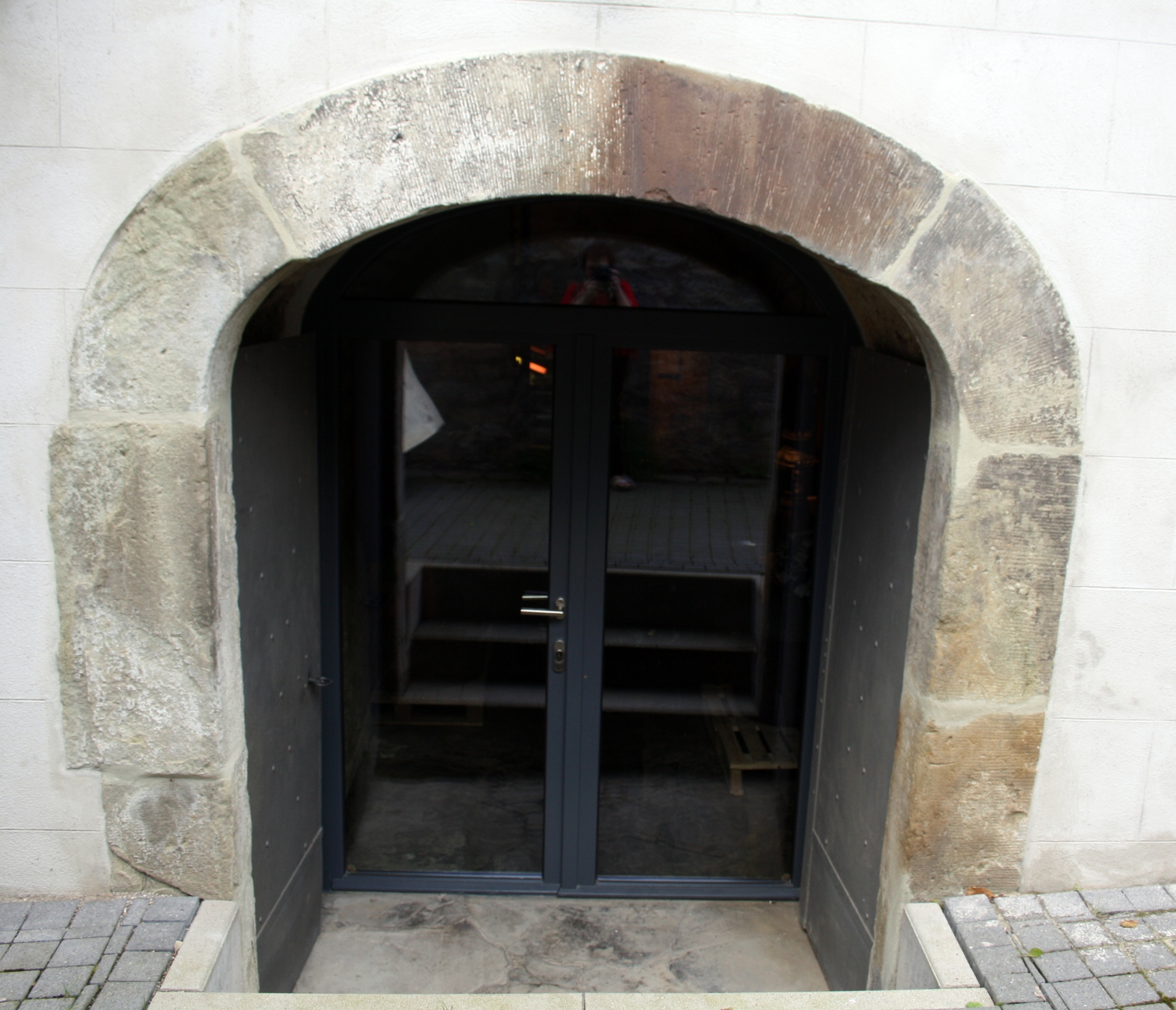
Kellereingang
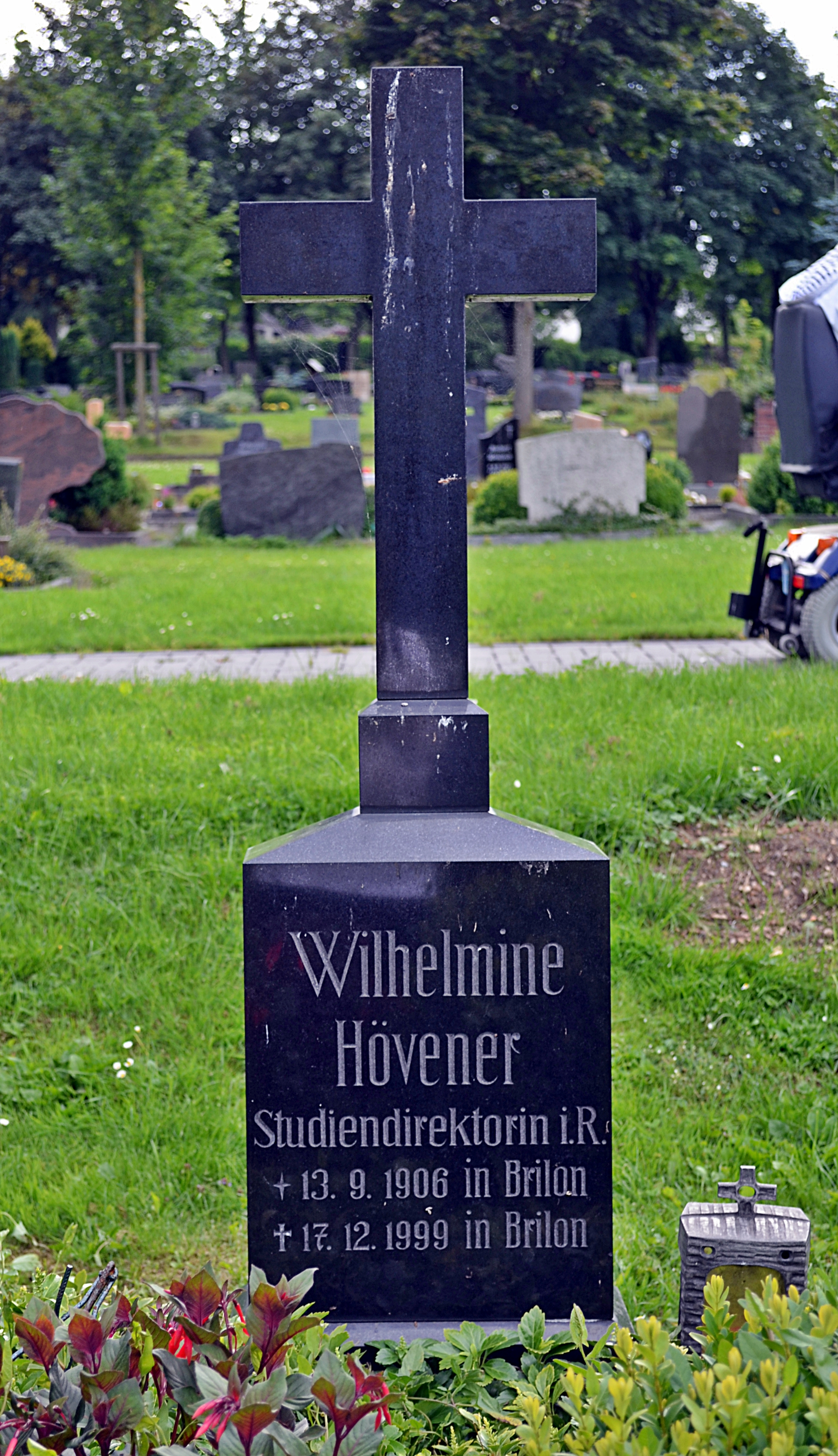
Grabkreuz für Wilhelmine Hövener
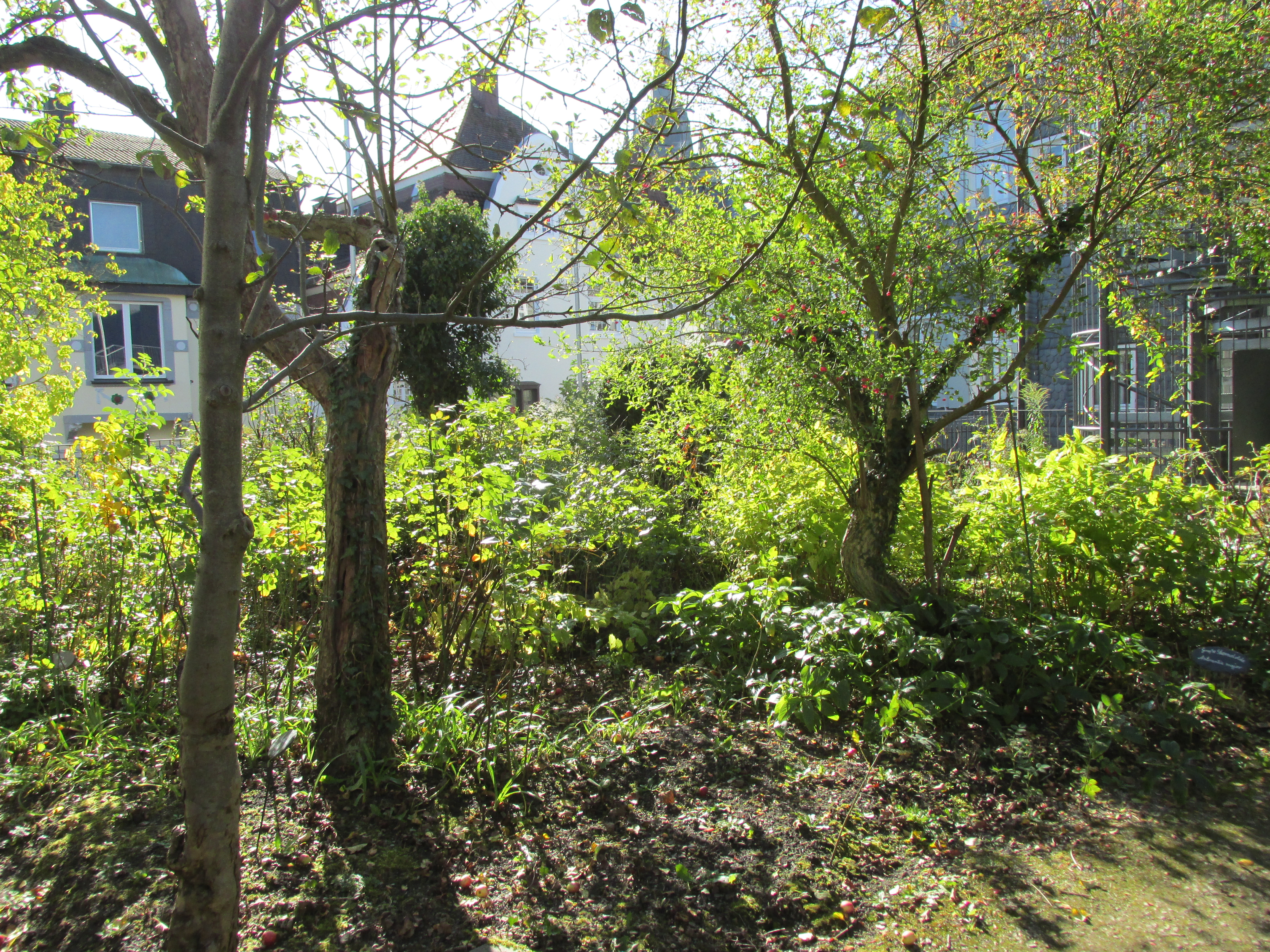
Denkmalgeschützter Garten